# مسروق بن أبرهة
مسروق بن أبرهة (تـ 572م): آخر ملوك الاحتلال الحبشي لليمن الذي دام نيف وأربعين عاماً. ووفقاً للمصادر العربية، فإن مسروقاً خلف أخاه أكسوم بن أبرهة الذي مات بعد أبيه أبرهة مباشرة، وفي ذلك قال عبيد بن شرية: «فانصدع قلب أبرهة فمات، فمَلَّكت الحبشة على الجيش يكسوم بن أبرهة، فلم يلبث أن هلك، فقام مقامه مسروق بن أبرهة»،وهو ما أكده ابن إسحاق وهشام الكلبي أيضاً.
وتذكر المصادر البيزنطية أن ملك فارس أنو شروان عندما كان على علاقة ودية مع الرومان، أرسل الجنرال الفارسي ميرنز (Miranes) إلى اليمن، فأسر ملك على حمير يدعى (Sanaturces)، ونهب مدينتهم واستعبد السكان. والمراد بـ (Sanaturces) مسروق بن أبرهة، وذلك في حوالي سنة 572م للميلاد أو أواخر سنة 571م وفق قول "أنطوان جودو" و"تشارلز لي بو". أما أبي زرعة بن سيف بن ذي يزن ذكر أن والده أخرج الحبشة بعد مولد النبي محمد بعامين،وهو ما ذكره ابن عباس أيضاً.
ووفقاً للمصادر العربية، أنه لما استفحل أمر الحبشة في اليمن، قصد سيف بن ذي يزن أنطاكية وفيها قيصر ملك الروم، فشكا إليه ما أصاب اليمن، فلم يلتفت إليه، فقصد النعمان بن المنذر (عامل كسرى على العرب) فأوصله إلى كسرى أنو شروان ملك الفرس فحدثه بأمره، فبعث كسرى معه نحو ثماني مئة رجل ممن كانوا في سجونه، وأمر عليهم شريفا من العجم اسمه وهرز (وفي رواية عبيد بن شرية اسمه خرزاد) فسار بهم إلى الأبلة وركبوا البحر، وخرجوا بساحل عدن، فأقبل عليهم رجال اليمن يناصرونهم، فقتلوا ملك الحبشة وهو مسروق بن أبرهة الأشرم، ودخلوا صنعاء، وكتبوا إلى كسرى بالفتح، فألحقت اليمن ببلاد الفرس على أن يكون ملكها والمتصرف في شؤونها سيف بن ذي يزن.